# 福徳町
福徳町（ふくとくちょう）は、愛知県名古屋市北区の地名。現行行政地名は福徳町1丁目から福徳町7丁目と11の字。住居表示未実施。

## 地理
名古屋市北区の西端に位置する。

## 字一覧
福徳町には1丁目から7丁目以外に以下の字が設定されており、広瀬島と戸太夫割以外の字は西春日井郡福徳村当時から増減はない。太字は現行字。
- 色田（いろてん）
- 八反田（はったんた）
- 寄町（よせまち）
- 長直（おさなおし）
- 広瀬嶋（ひろせしま）

現在広瀬島と称す。
- 苗代田（なえしろた）
- 水落（みすおち）
- 溝向（みぞむかい）
- 戸太夫（とだゆう）

現在戸太夫割と称す。
- 孫六（まごろく）
- 七合（ひちごう）

## 歴史

### 町名の由来
『尾張国地名考』によると、鎌倉時代に長母寺の僧侶が仏教語より名付けたという。

### 沿革
- 南北朝時代から室町時代 - 尾張国春日部郡安食荘の福徳名（みょう）として所在した記録が残る[2]。
- 江戸時代 - 尾張国春日井郡の福徳村として所在。尾張藩領、大代官所支配[2]。
- 1880年（明治13年） - 春日井郡分割に伴い、西春日井郡福徳村となる[2]。
- 1889年（明治22年）10月1日 - 合併に伴い、川中村大字福徳となる[2]。
- 1933年（昭和8年）4月1日 - 合併に伴い、萩野村大字福徳となる[2]。
- 1937年（昭和12年）3月1日 - 合併に伴い、名古屋市西区福徳町となる[2][3]。
- 1944年（昭和19年）2月1日 - 北区成立に伴い、名古屋市北区福徳町となる[4]。
- 1948年（昭和23年）2月 - 愛知県立愛知工業高等学校新校舎が完成し、御器所から移転を果たす[WEB 6]。
- 1962年（昭和37年）11月10日 - 中切町との境界変更[4]。
  - 福徳町の一部（字七合・孫六・戸太夫割・広瀬島・苗代田・長直・色田・八反田の各一部）・中切町字新田・石原の各一部をもって1-7丁目を設定[3]。
  - 字八反田の一部を中切町に編入[3]。
- 1971年（昭和46年） - 名古屋市営福徳荘が設置される[WEB 7]。
- 1974年（昭和49年） - 名古屋市立光城小学校分校（現名古屋市立川中小学校）が設置される[WEB 8]。

## 世帯数と人口
2019年（平成31年）1月1日現在の世帯数と人口は以下の通りである。
| 町丁   | 世帯数    | 人口    |
| ------ | --------- | ------- |
| 福徳町 | 1,158世帯 | 2,289人 |

### 人口の変遷
国勢調査による人口の推移
| 1995年（平成7年）  | 3,553人 | [ WEB 9 ]  |  |
| 2000年（平成12年） | 3,063人 | [ WEB 10 ] |  |
| 2005年（平成17年） | 2,824人 | [ WEB 11 ] |  |
| 2010年（平成22年） | 2,495人 | [ WEB 12 ] |  |
| 2015年（平成27年） | 2,363人 | [ WEB 13 ] |  |

## 学区
市立小・中学校に通う場合、学校等は以下の通りとなる。また、公立高等学校に通う場合の学区は以下の通りとなる。
| 番・番地等 | 小学校               | 中学校               | 高等学校 |
| ---------- | -------------------- | -------------------- | -------- |
| 全域       | 名古屋市立川中小学校 | 名古屋市立志賀中学校 | 尾張学区 |

## 施設
- 愛知県立城北つばさ高等学校
- 名古屋市立川中小学校
- 庄内川ゴルフ倶楽部
- 国土交通省庄内川河川事務所
- 名古屋市上下水道局福徳ポンプ所
- 名古屋市消防局消防装備管理センター
- 名古屋市営福徳荘
- 聖徳寺
- 秋葉神社
- 天理教天治分教会
- 福徳待機宿舎
- 福徳郵政宿舎
- 天理教藤宮分教会
- 名北警察犬・愛犬訓練所
- 末日聖徒イエス・キリスト教会中部施設管理事務所
- 八龍社

3丁目8番地に鎮座。高龗神を祭神とする。創建未詳。1632年（寛永9年）社殿再建の棟札が残る。1799年（寛政11年）修復、明治10年11月14日据置公許、明治18年村社指定。例祭日は10月13日。

## 交通

### 道路
- 愛知県道202号守山西線 - 矢田川の堤防道路として町内を横断する。

## ギャラリー

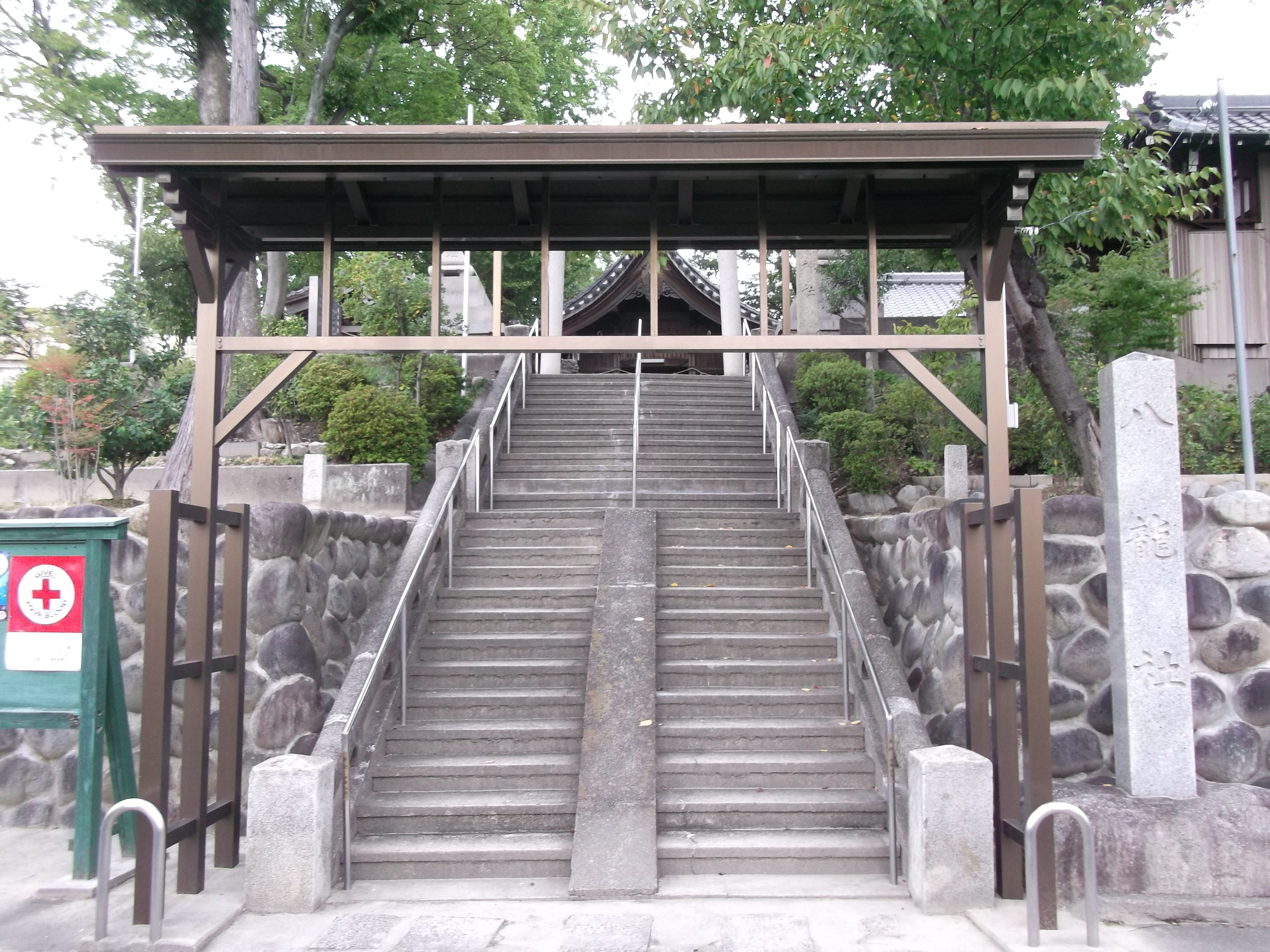
八龍社
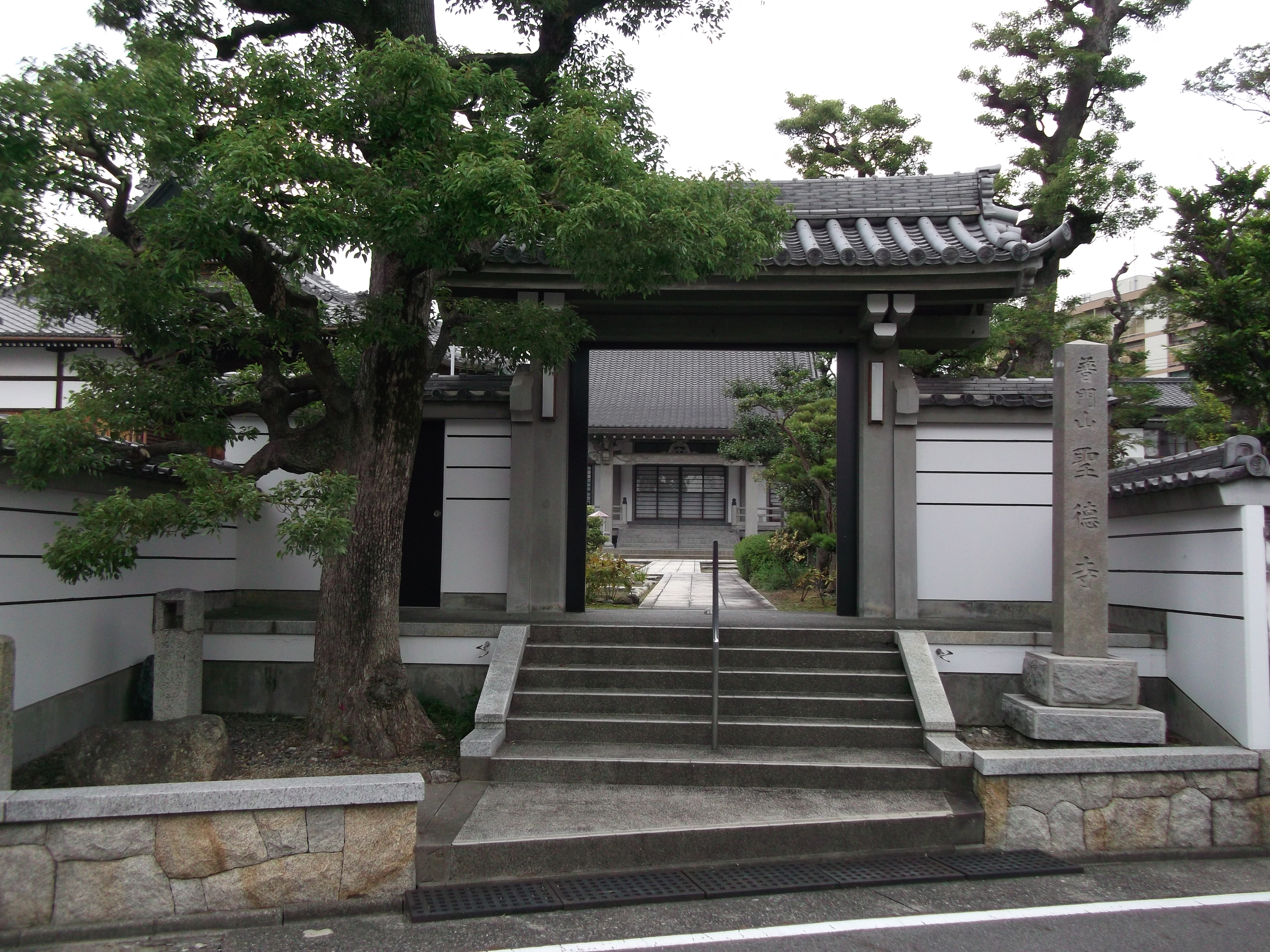
聖徳寺
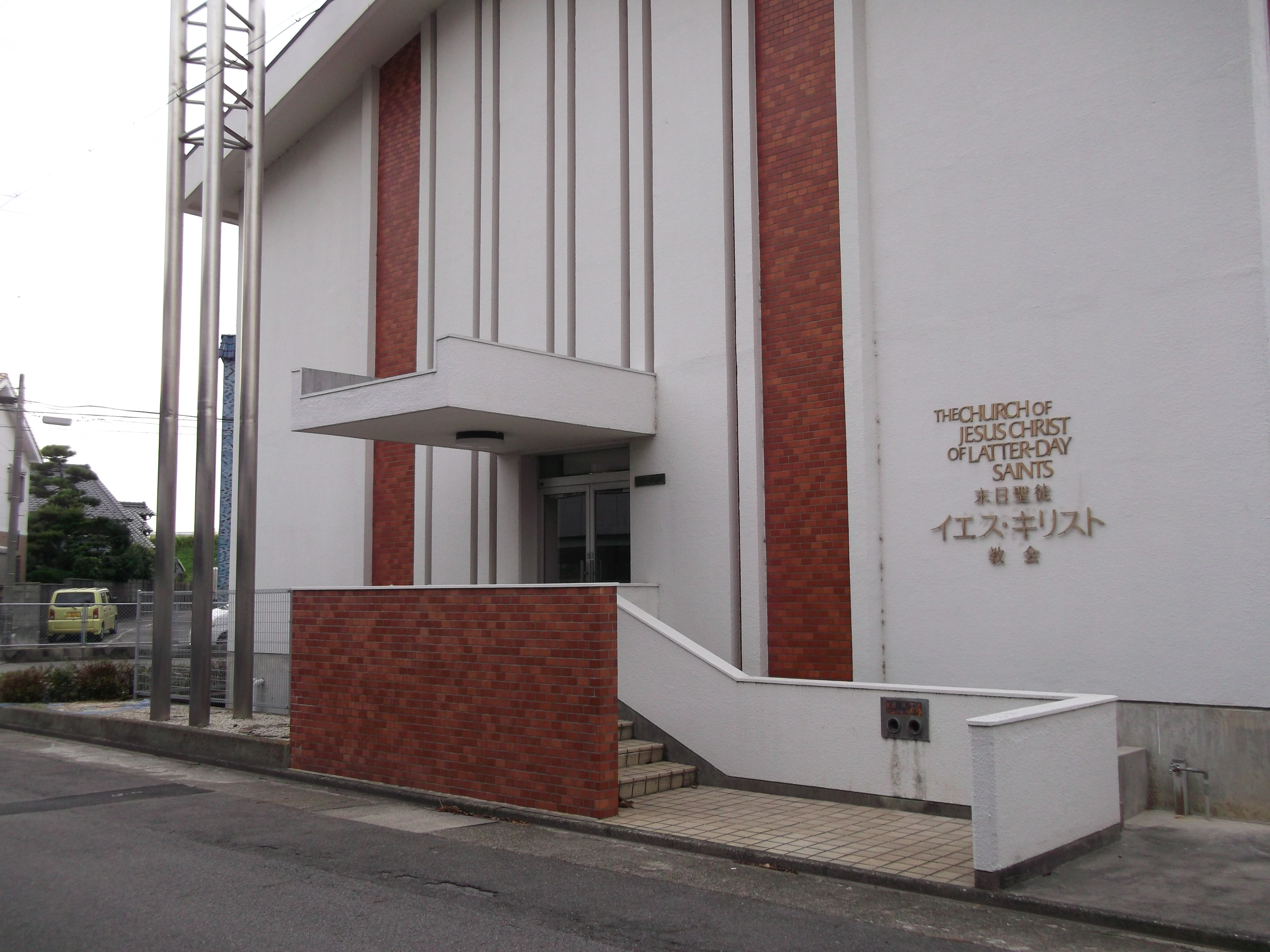
末日聖徒イエス・キリスト教会中部施設管理事務所
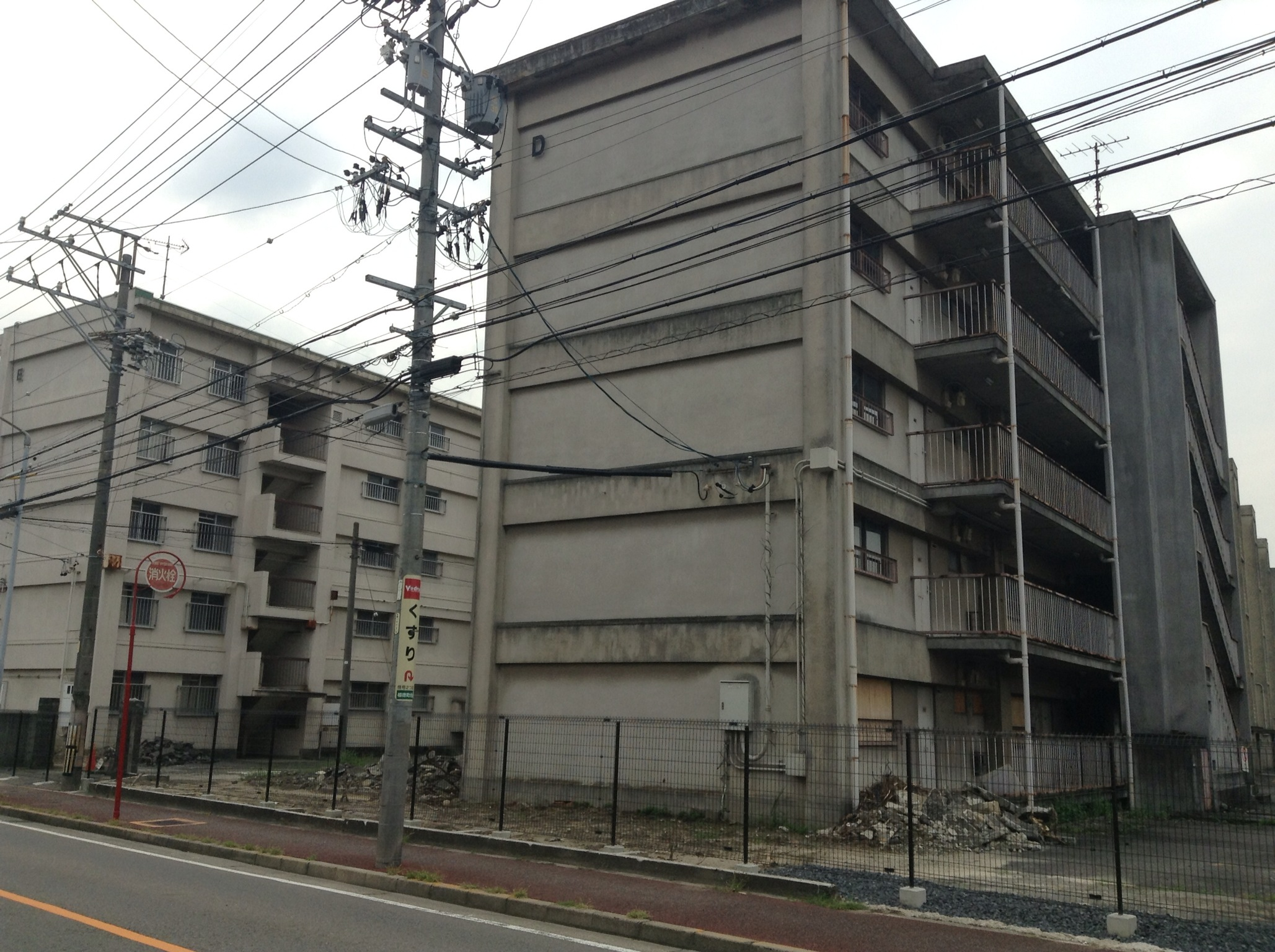
福徳待機宿舎（閉鎖）
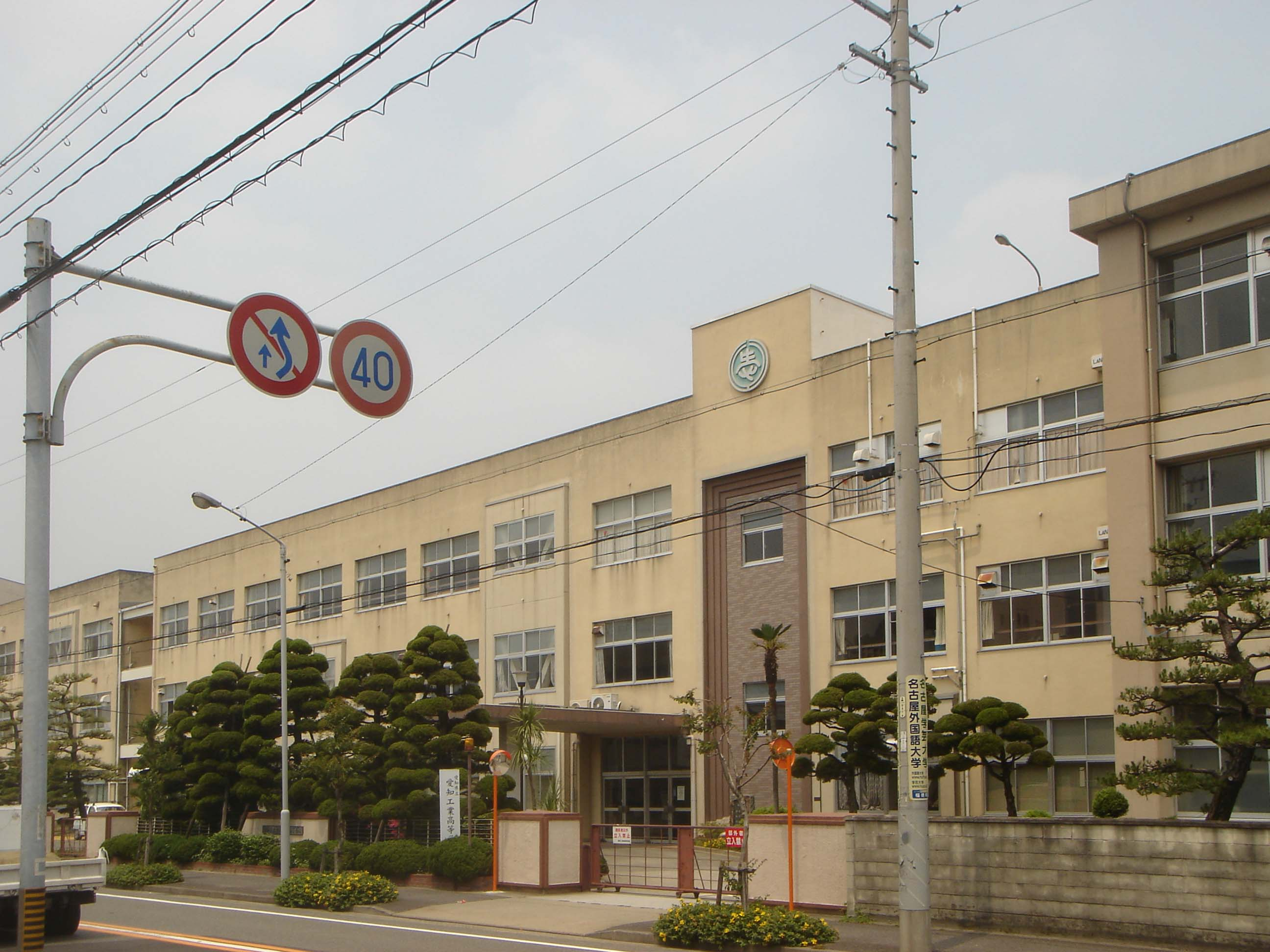
愛知県立愛知工業高等学校正門
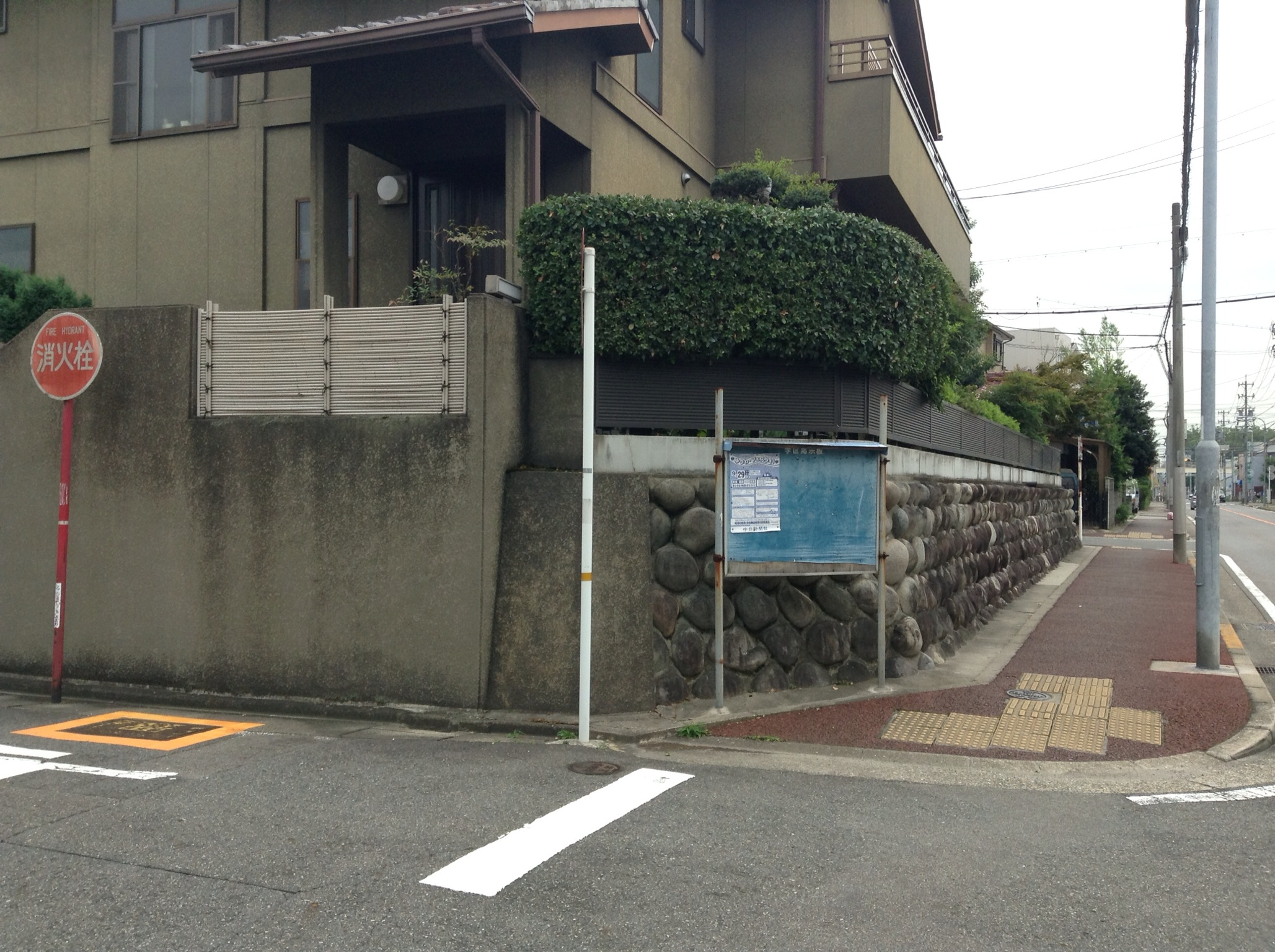
旧矢田川堤防上に建つ民家
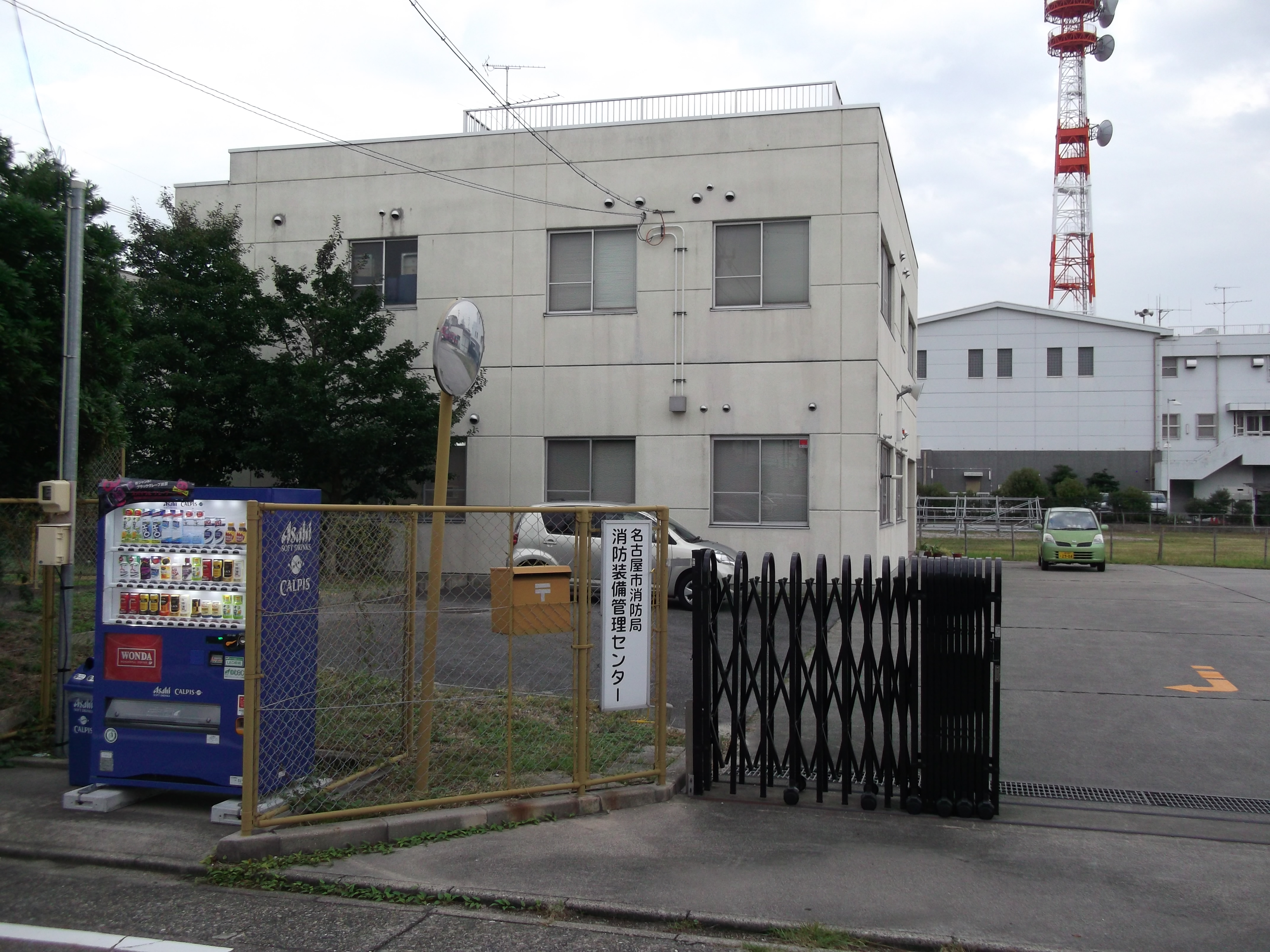
名古屋市消防局消防装備管理センター

## その他

### 日本郵便
- 郵便番号 : 462-0052[WEB 2]（集配局：名古屋北郵便局[WEB 16]）。

### WEB
1. 1 2  “町・丁目(大字)別、年齢(10歳階級)別公簿人口(全市・区別)”.   名古屋市 (2019年1月23日). 2019年1月23日閲覧。
2. 1 2  “郵便番号”.  日本郵便. 2019年1月6日閲覧。
3. ↑  “市外局番の一覧”.   総務省. 2019年1月6日閲覧。
4. ↑  “北区の町名一覧”.   名古屋市 (2015年10月21日). 2019年1月12日閲覧。
5. ↑  “名古屋市道路認定図”. 2013年9月9日閲覧。
6. ↑  “沿革 本校の歩み”.   愛知県立愛知工業高等学校. 2017年9月11日閲覧。
7. ↑  名古屋市住宅都市局 住宅部 住宅管理課 管理係 (2015年4月1日). “市営住宅一覧（北区・西区・中村区）”.   名古屋市役所. 2017年9月11日閲覧。
8. ↑  “沿革概要”.   名古屋市立川中小学校. 2017年8月4日閲覧。
9. ↑  総務省統計局 (2014年3月28日). “平成7年国勢調査の調査結果(e-Stat) - 男女別人口及び世帯数 －町丁・字等” (CSV). 2019年4月27日閲覧。
10. ↑  総務省統計局 (2014年5月30日). “平成12年国勢調査の調査結果(e-Stat) - 男女別人口及び世帯数 －町丁・字等” (CSV). 2019年4月27日閲覧。
11. ↑  総務省統計局 (2014年6月27日). “平成17年国勢調査の調査結果(e-Stat) - 男女別人口及び世帯数 －町丁・字等” (CSV). 2019年4月27日閲覧。
12. ↑  総務省統計局 (2012年1月20日). “平成22年国勢調査の調査結果(e-Stat) - 男女別人口及び世帯数 －町丁・字等” (CSV). 2019年4月27日閲覧。
13. ↑  総務省統計局 (2017年1月27日). “平成27年国勢調査の調査結果(e-Stat) - 男女別人口及び世帯数 －町丁・字等” (CSV). 2019年4月27日閲覧。
14. ↑  “市立小・中学校の通学区域一覧”.   名古屋市 (2018年11月10日). 2019年1月14日閲覧。
15. ↑  “平成29年度以降の愛知県公立高等学校（全日制課程）入学者選抜における通学区域並びに群及びグループ分け案について”.   愛知県教育委員会 (2015年2月16日). 2019年1月14日閲覧。
16. ↑  郵便番号簿 平成29年度版 - 日本郵便. 2019年01月06日閲覧 (PDF)

### 書籍
1. ↑  北区制50周年記念事業実行委員会 1994, p. 552.
2. 1 2 3 4 5 6 7  「角川日本地名大辞典」編纂委員会編 1989, p. 1164.
3. 1 2 3  名古屋市北区役所市民室 1979, p. 65.
4. 1 2  「角川日本地名大辞典」編纂委員会編 1989, p. 1165.
5. 1 2 3 4 5 6  愛知県神社庁 1992, p. 5.